# Ivrinezu Mic, Constanța
Ivrinezu Mic este un sat în comuna Peștera din județul Constanța, Dobrogea, România. În trecut se numea Küçük İvrinez. La recensământul din 2002 avea o populație de 431 locuitori. În Ivrinez, care se numea în grai local și Ivrenez,  au locuit și germani dobrogeni, de religie evanghelică.